# Jean Rondelet
Pour les articles homonymes, voir Rondelet.
Jean Rondelet (parfois appelé Jean-Baptiste Rondelet), né le 4 juin 1743 à Lyon et mort le 27 septembre 1829 à Paris, est un architecte et théoricien de l'architecture français. Pendant 42 ans, de 1770 à 1812, il s'est consacré au Panthéon de Paris.

## Biographie
Jean Rondelet est un descendant direct de Guillaume Rondelet, médecin et ichtyologiste. Léonard, son père, est un maçon lyonnais. Sa mère, Barbe Rey, est de Saint-Symphorien-d'Ozon.
La famille est très nombreuse, mais on veut donner de l'éducation à tous. Rondelet fait ses classes au collège des jésuites de Lyon, où il apprend non seulement le latin et l'italien, mais aussi des matières scientifiques. Il est ensuite employé par son père. Il devient lui-même maître-maçon et exerce avec Toussaint-Noël Loyer, collaborateur lyonnais de Jacques-Germain Soufflot.
En 1763 il se rend à Paris. Les moyens de la famille ne suffisent pas, et, heureusement de bonne santé, il doit, pendant sept ans, travailler et étudier à la fois. Plusieurs projets d'architecture bourgeonnent alors dans la capitale : la Halle aux blés (1762-1782) de Nicolas Le Camus de Mézières, l'École de chirurgie (1769-1775) de Jacques Gondoin, l'Hôtel de la Monnaie (1767-1775) de Denis Antoine, la Comédie-Française (1768-1782) de Charles De Wailly et Marie-Joseph Peyre et l'église Sainte-Geneviève, aujourd'hui connue sous le nom de Panthéon et confiée à Soufflot.
Rondelet suit les cours de Jacques-François Blondel à l'Académie d'architecture. Il écrit un mémoire contre les opinions de Pierre Patte sur l'achèvement de l'église Sainte-Geneviève. Il est engagé par Soufflot, qui travaille à ce moment à ce bâtiment.
Soufflot meurt en 1780, et les travaux sont arrêtés. Mais un mémoire de Rondelet sur un nouveau cadran géographique a attiré l'attention. Le roi lui offre un séjour à Rome (1783–1784). À son retour les travaux ont été repris ; il assume de nouveau ses fonctions d'inspecteur et, en 1806, devient directeur des travaux.
Louis-Pierre Baltard et Jean Rondelet sont candidats au concours pour la transformation du Panthéon en « temple de la Gloire ».
Il reçoit la Légion d'honneur de Louis XVIII en 1814 et est élu membre de l'Académie des beaux-arts en 1815. Il est le beau-frère du pharmacien et inventeur lyonnais Jean-Baptiste Lanoix.

## Réalisations

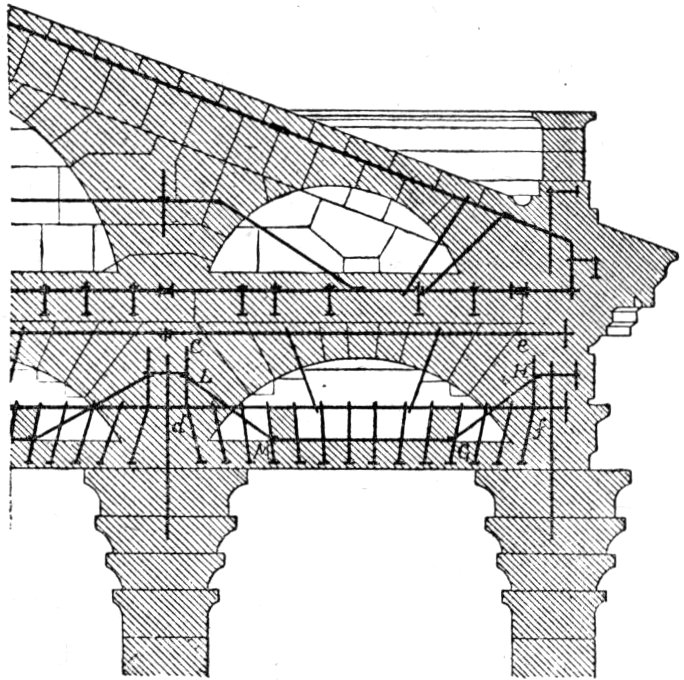
Utilisation de la pierre armée dans le Panthéon — Pierre Chabat, Dictionnaire des termes employés dans la construction, 1881, d'après Rondelet

Les problèmes soulevés par la construction du Panthéon ont poussé Rondelet à créer des solutions théoriques et pratiques originales :
- à développer sa propre théorie des coupoles (en réponse aux critiques formulées par Pierre Patte) ;
- à découvrir des systèmes de renforcement des architraves avec des barres de métal (anticipant ainsi l'usage combiné de plusieurs matériaux qu'on trouve dans le béton armé) ;
- à réaliser des machines pour mesurer la résistance des matériaux de pierre.

Son Traité vise à établir une science de la construction garantissant la force, la durabilité et l'économie de l'architecture ; il traite les composants de l'édifice et l'édifice dans son ensemble d'un point de vue purement structurel, sans aborder la question de la composition architecturale et de l'ornementation. La répartition des éléments de construction et de modules structurels rend le traité de Rondelet complémentaire de l'enseignement de Jean-Nicolas-Louis Durand dans son Précis des leçons d'architecture données à l'École polytechnique.
Le succès du Traité vient de la clarté de la méthode et de la proposition d'outils de conception d'application facile. La théorie proposée pour la construction des murs ne peut pas être considérée comme véritablement scientifique ; elle est plutôt fondée sur l'analyse empirique de nombreux exemples de bâtiments historiques, accompagnée de l'interprétation des phénomènes physiques réels affectant les bâtiments. Cette théorie a le mérite de fournir assez de solutions, mais la science de l'époque n'était pas en mesure de donner les outils qu'il fallait. Le Traité a continué à être appliqué jusqu'au début du XXe siècle pour des raisons d'économie et de rapidité d'exécution.

## Œuvres

### Publications
- Mémoire historique sur le dôme du Panthéon français, 1797
- Mémoire sur la reconstruction de la coupole de la Halle au blé de Paris, avec la description des moyens pour l'exécuter en pierre de taille, en briques, en bois et en fer, Paris, 1803« La poussée dont on a cherché à effrayer les constructeurs, dépend presque toujours de la manière dont les voûtes sont construites[7]. »
- Mémoire sur la marine des anciens et sur les navires à plusieurs rangs de rames, 1820
  - Memoria su la marineria degli antichi e su i navigli a parecchi ordini di remi, trad. Luigi Masieri, 1840
- Traité théorique et pratique de l'art de bâtir, 7 volumes, 1817 (lire en ligne)Ce traité a connu « 17 éditions françaises[8] »
  - (it) Trattato teorico e pratico dell'arte di edificare, trad. et notes de Basilio Soresina — En ligne : t. 1, 1832 ; t. 3, partie 1, 1833 ; t. 5, 1835
  - Édition révisée et complétée par Guillaume Abel Blouet, parue en 1847

### Publications anonymes
Rondelet a fait paraître anonymement ses opinions sur la querelle déclenchée par Pierre Patte, Mémoire sur la construction de la coupole, projetée pour couronner la nouvelle église de Sainte Geneviève à Paris, 1770, 38 p.
- Doutes d'un marguillier sur le problème de M. Patte, concernant la coupole Sainte Geneviève, 1770
- Lettre d'un graveur en architecture à M. Patte son confrère, à l'occasion de son Mémoire sur l'église de Sainte-Geneviève, 1770
- Mémoire en réponse à celui de M. Patte, relativement à la construction de la coupole de l'église de Sainte-Geneviève, 1772

### Traduction
- Commentaire de S. J. Frontin sur les aqueducs de Rome, 1820 — Latin et français en regard.« S. J. Frontin » est Sextus Iulius Frontinus, consul romain et administrateur des eaux.
  - Planches du commentaire de S. J. Frontin. Première partie, trad. J. Rondelet, 1820 (Voir en ligne)
  - (it) Descrizione dei principali aquidotti construtti sino ai giorni nostri, 1841

### Contributions à l'Encyclopédie méthodique
- 129 articles, « du mot aire au mot grue[9],[10] »

## Hommages
- Antoine Vaudoyer a prononcé son éloge funèbre
- Jean-Jacques Elshoecht a sculpté son buste, daté de 1845[11],[12].
- Depuis 1868, la rue Rondelet, dans le 12e arrondissement de Paris, porte son nom.